# Konexio
 (janvier 2022).
Konexio est une association loi de 1901 co-fondée en 2016 par Jean Guo et Binta Jammeh.
Certifiée organisme de formation, elle vise à lutter contre l'illectronisme et à promouvoir l'accès et la formation aux compétences numériques pour des personnes de toute origine et de tout âge, en particulier les personnes réfugiées et les jeunes.

## But
Konexio vise à réduire la fracture numérique et faciliter l’insertion professionnelle par des formations gratuites au numérique. Ces formations, animées par des bénévoles, sont financées par des partenaires publics ou privés.

## Historique
L'association est principalement implantée en Île-de-France mais aussi à Bordeaux (Gironde) et à Lille (Nord) depuis 2021. Konexio est également présent au Malawi depuis 2019 via un partenariat avec les Nations Unies,. Konexio est aujourd'hui présente dans 15 villes françaises.
En 2019, Konexio reçoit le premier prix du jury du Google Impact Challenge.
En mai 2021, Konexio a formé 1400 personnes.